# Макиев, Заур Юрьевич
Заур Юрьевич Макиев (род. 24 марта 1992, Владикавказ, Северо-Осетинская АССР) — российский борец вольного стиля, бронзовый призёр чемпионата России 2016 года, бронзовый призёр чемпионата Европы 2016 года.

## Биография
Родился в 1992 году во Владикавказе. В 2012 году стал чемпионом мира среди юниоров. В 2016 году завоевал бронзовую медаль чемпионата Европы.